# Rejowinangun Selatan
Rejowinangun Selatan is een bestuurslaag in het regentschap Magelang van de provincie Midden-Java, Indonesië. Rejowinangun Selatan telt 7787 inwoners (volkstelling 2010).